# 氯丙酮
氯丙酮，结构式ClCH2COCH3。

## 性质
无色有极强刺激性臭味液体，对生物体有强刺激性，在日光下分解产生强催泪性气体。见光变为暗黄的琥珀色。溶于10倍重量的水，与乙醇、乙醚、氯仿混溶。

## 制备
丙酮与碳酸钙混合搅拌成浆，加热回流，停止加热并通入氯气进行反应。反应约3～4小时后，加水溶解生成的氯化钙，并收集反应液中的油层，再经精制，得氯丙酮成品。
{\displaystyle {\rm {CH_{3}COCH_{3}+Cl_{2}\ {\xrightarrow[{H_{2}O}]{CaCO_{3}}}\ CH_{3}COCH_{2}Cl+CaCl_{2}}}}

## 用途
用作有机合成中间体，用于生产药物等等等、杀虫剂、香料、染料、干燥剂、抗氧化剂和乙烯型感光树脂等。也是合成呋喃环系的Feist-Benary合成中的试剂。一战时曾用作催泪剂。